# Adolf Indrebø
Adolf Indrebø, född 7 februari 1884, död 5 december 1942, var en norsk kommunalman och politiker.
Adolf Indrebø blev anställd i Oslo stads tjänst 1909, var generaldirektör för dess belysningsväsen 1930–1940, var stadsfullmäktiges ordförande som socialdemokrat 1929–1931 och var finansminister i Johan Nygaardsvolds regering 1935–1936.